# Comuna Älmhult
Älmhult (Älmhults kommun) este o comună din comitatul Kronobergs län, Suedia.

## Geografie

### Zone urbane
Lista celor mai mari zone urbane din comună (anul 2015) conform Biroului Central de Statistică al Suediei:
| Nr | Zona urbană | Pop.  |
| -- | ----------- | ----- |
| 1  | Älmhult     | 9.495 |
| 2  | Diö         | 906   |
| 3  | Liatorp     | 531   |
| 4  | Eneryda     | 337   |

## Demografie
| \| Evoluția demografică în comuna Älmhult, 1970–2015 \| Evoluția demografică în comuna Älmhult, 1970–2015 \| Evoluția demografică în comuna Älmhult, 1970–2015 \| Evoluția demografică în comuna Älmhult, 1970–2015 \| Evoluția demografică în comuna Älmhult, 1970–2015 \| \| ----------------------------------------------------------------------------------------------------- \| ------------------------------------------------- \| ------------------------------------------------- \| ------------------------------------------------- \| ------------------------------------------------- \| \| An \| \| \| Locuitori \| \| \| 1970 \| 1970 \| \| 15283 \| 15283 \| \| 1975 \| 1975 \| \| 15250 \| 15250 \| \| 1980 \| 1980 \| \| 15562 \| 15562 \| \| 1985 \| 1985 \| \| 15720 \| 15720 \| \| 1990 \| 1990 \| \| 15945 \| 15945 \| \| 1995 \| 1995 \| \| 15971 \| 15971 \| \| 2000 \| 2000 \| \| 15403 \| 15403 \| \| 2005 \| 2005 \| \| 15346 \| 15346 \| \| 2010 \| 2010 \| \| 15603 \| 15603 \| \| 2015 \| 2015 \| \| 16168 \| 16168 \| \| Sursa: SCB - Statistika Centralbyrån, Folkmängd efter region, civilstånd, ålder och kön. År 1968–2016 \| \| \| \| \| |      |  |           |       |
| Evoluția demografică în comuna Älmhult, 1970–2015 |      |  |           |       |
| An |      |  | Locuitori |       |
| 1970 | 1970 |  | 15283     | 15283 |
| 1975 | 1975 |  | 15250     | 15250 |
| 1980 | 1980 |  | 15562     | 15562 |
| 1985 | 1985 |  | 15720     | 15720 |
| 1990 | 1990 |  | 15945     | 15945 |
| 1995 | 1995 |  | 15971     | 15971 |
| 2000 | 2000 |  | 15403     | 15403 |
| 2005 | 2005 |  | 15346     | 15346 |
| 2010 | 2010 |  | 15603     | 15603 |
| 2015 | 2015 |  | 16168     | 16168 |
| Sursa: SCB - Statistika Centralbyrån, Folkmängd efter region, civilstånd, ålder och kön. År 1968–2016 |      |  |           |       |